# Conistra fletcheri
Conistra fletcheri är en fjärilsart som beskrevs av Shigero Sugi 1958. Conistra fletcheri ingår i släktet Conistra och familjen nattflyn. Inga underarter finns listade i Catalogue of Life.